# Montezumina cantralli
Montezumina cantralli är en insektsart som beskrevs av Nickle 1984. Montezumina cantralli ingår i släktet Montezumina och familjen vårtbitare. Inga underarter finns listade i Catalogue of Life.